# Olympische Sommerspiele 1912/Teilnehmer (Österreich)
| Gelbes Symbol für Goldmedaillen mit stilisierten Olympischen Ringen | Graues Symbol für Silbermedaillen mit stilisierten Olympischen Ringen | Braundes Symbol für Bronzemedaillen mit stilisierten Olympischen Ringen |
| ------------------------------------------------------------------- | --------------------------------------------------------------------- | ----------------------------------------------------------------------- |
| —                                                                   | 2                                                                     | 2                                                                       |

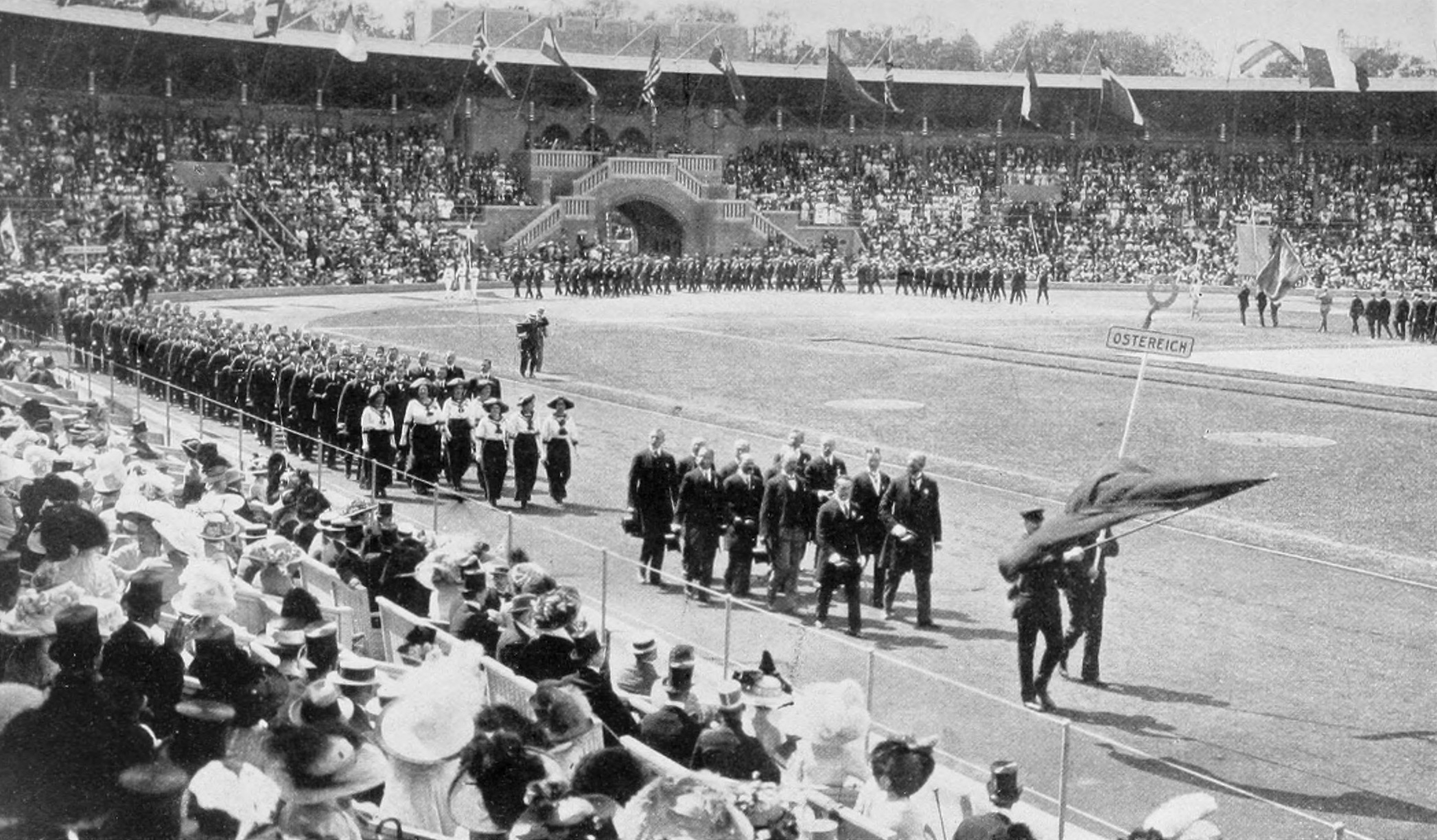
Die Mannschaft aus Österreich bei der Eröffnungsfeier

Cisleithanien (der österreichische Teil des Staates Österreich-Ungarn) nahm an den Olympischen Sommerspielen 1912 in Stockholm, Schweden, mit 85 Sportlern teil. Dabei konnten die Athleten zwei Silber- und zwei Bronzemedaillen gewinnen.

## Medaillen

### Medaillenspiegel
| Rang   | Sportart  | Gold | Silber | Bronze | Gesamt |
| ------ | --------- | ---- | ------ | ------ | ------ |
| 1      | Fechten   | —    | 1      | 1      | 2      |
| 2      | Tennis    | —    | 1      | —      | 2      |
| 3      | Schwimmen | —    | —      | 1      | 2      |
| Gesamt | Gesamt    | —    | 2      | 2      | 4      |

### Medaillengewinner
| Name/n | Sportart  | Wettkampf                  |
| --- | --------- | -------------------------- |
| Silber |           |                            |
| Albert Bogen Rudolf Cvetko Friedrich Golling Otto Herschmann Andreas Suttner Reinhold Trampler Richard Verderber | Fechten   | Säbel Mannschaft           |
| Fritz Felix Pipes Arthur Zborzil                                                                                 | Tennis    | Herrendoppel (Rasen)       |
| Bronze |           |                            |
| Richard Verderber                                                                                                | Fechten   | Florett Einzel             |
| Margarete Adler Klara Milch Josephine Sticker Berta Zahourek                                                     | Schwimmen | 4 × 100 m Freistil, Frauen |

## Teilnehmer nach Sportarten

### Fechten
| Athleten | Wettbewerb       | Achtelfinale                                                                                        | Achtelfinale | Viertelfinale                                                                                                | Viertelfinale | Halbfinale                                                               | Halbfinale    | Finale                                                                                               | Finale            | Rang   |
| Athleten | Wettbewerb       | Gegner                                                                                              | Ergebnis     | Gegner | Ergebnis      | Gegner                                                                   | Ergebnis      | Gegner                                                                                               | Siege:Niederlagen | Rang   |
| --- | ---------------- | --------------------------------------------------------------------------------------------------- | ------------ | --- | ------------- | ------------------------------------------------------------------------ | ------------- | --- | ----------------- | ------ |
| Albert Bogen | Säbel Einzel     | Edoardo Alaimo Oluf Berntsen Zdeněk Bárta Alexander Schkylew                                        | Q            | DNS | DNS           | ausgeschieden                                                            | ausgeschieden | ausgeschieden                                                                                        | ausgeschieden     |        |
| Rudolf Cvetko | Florett Einzel   | László Berti Jacques Ochs Lauritz Christian Østrup Heinrich Ziegler František Kříž                  | DNQ          | ausgeschieden                                                                                                | ausgeschieden | ausgeschieden                                                            | ausgeschieden | ausgeschieden                                                                                        | ausgeschieden     |        |
| Franz Dereani | Florett Einzel   | Béla Békessy Edgar Seligman Wilhelm Löffler Josef Javůrek John Gignoux                              | DNQ          | ausgeschieden                                                                                                | ausgeschieden | ausgeschieden                                                            | ausgeschieden | ausgeschieden                                                                                        | ausgeschieden     |        |
| Franz Dereani | Säbel Einzel     | Béla Békessy William Marsh Konstantin Vaterkampf                                                    | Q            | DNS | DNS           | ausgeschieden                                                            | ausgeschieden | ausgeschieden                                                                                        | ausgeschieden     |        |
| Friedrich Golling                                                                                                | Florett Einzel   | Ivan Osiier Axel Jöhncke Gawriil Bertren                                                            | Q            | Henri Anspach Fernando Cavallini Pál Pajzs Carl Hjorth Arthur Fagan                                          | DNQ           | ausgeschieden                                                            | ausgeschieden | ausgeschieden                                                                                        | ausgeschieden     |        |
| Friedrich Golling                                                                                                | Säbel Einzel     | Julius Lichtenfels Béla Zulavsky Wladimir Andrejew Helge Werner                                     | DNQ          | ausgeschieden                                                                                                | ausgeschieden | ausgeschieden                                                            | ausgeschieden | ausgeschieden                                                                                        | ausgeschieden     |        |
| Arthur Griez von Ronse                                                                                           | Degen Einzel     | Kostas Kotzias Léon Tom Hans Bergsland Wladimir Keiser Fernando Correia Vilém Tvrzský               | Q            | Paul Anspach Robert Montgomerie Georgios Petropoulos Jan de Beaufort Severin Finne                           | DNQ           | ausgeschieden                                                            | ausgeschieden | ausgeschieden                                                                                        | ausgeschieden     |        |
| Karl Münich | Säbel Einzel     | Hans Thomson Jens Berthelsen Boris Nepokupnoi                                                       | Q            | DNS | DNS           | ausgeschieden                                                            | ausgeschieden | ausgeschieden                                                                                        | ausgeschieden     |        |
| Josef Puhm | Florett Einzel   | Einar Levison Pál Pajzs Hermann Plaskuda William Bowman Zdeněk Vávra                                | DNQ          | ausgeschieden                                                                                                | ausgeschieden | ausgeschieden                                                            | ausgeschieden | ausgeschieden                                                                                        | ausgeschieden     |        |
| Josef Puhm | Säbel Einzel     | Charles Vanderbyl Josef Javůrek Carl-Gustaf Klerck Georgi Sakyritsch                                | Q            | DNS | DNS           | ausgeschieden                                                            | ausgeschieden | ausgeschieden                                                                                        | ausgeschieden     |        |
| Andreas Suttner                                                                                                  | Florett Einzel   | Léon Tom Vilém Tvrzský Dezső Földes Dmitri Knjaschewitsch                                           | DNQ          | ausgeschieden                                                                                                | ausgeschieden | ausgeschieden                                                            | ausgeschieden | ausgeschieden                                                                                        | ausgeschieden     |        |
| Reinhold Trampler                                                                                                | Florett Einzel   | Paul Anspach Carl Hjorth Robert Montgomerie Oluf Berntsen Leonid Martutschew Christopher von Tangen | DNQ          | ausgeschieden                                                                                                | ausgeschieden | ausgeschieden                                                            | ausgeschieden | ausgeschieden                                                                                        | ausgeschieden     |        |
| Richard Verderber                                                                                                | Florett Einzel   | Henri Anspach Bjarne Eriksen Arie de Jong Anatoli Schakowlew Ahmed Mohamed Hassanein                | Q            | Robert Hennet Robert Montgomerie Vilém Goppold von Lobsdorf junior Lauritz Christian Østrup Hermann Plaskuda | Q             | László Berti Sherman Hall Victor Willems Fernando Cavallini Dezső Földes | Q             | Nedo Nadi Pietro Speciale László Berti Edoardo Alaimo Edgar Seligman Béla Békessy Robert Montgomerie | 4:3               | Bronze |
| Ernest zu Hohenlohe                                                                                              | Säbel Einzel     | Boris Arsenjew Bertalan Dunany                                                                      | Q            | Ervin Mészáros Friedrich Schwarz William Marsh                                                               | DNQ           | ausgeschieden                                                            | ausgeschieden | ausgeschieden                                                                                        | ausgeschieden     |        |
| Albert Bogen Rudolf Cvetko Friedrich Golling Otto Herschmann Andreas Suttner Reinhold Trampler Richard Verderber | Säbel Mannschaft | -                                                                                                   | -            | Niederlande Dänemark                                                                                         | Q             | Ungarn Königreich Italien Deutsches Reich                                | Q             | Ungarn Niederlande Böhmen                                                                            | 2:1               | Silber |

### Fußball
| Wettbewerb               | Wettbewerb |
| ------------------------ | --- |
| Athleten                 | Josef Kaltenbrunner Otto Noll Bernhard Graubart Ladislaus Kurpiel Heinrich Retschury Josef Brandstetter Karl Braunsteiner Robert Cimera Jakob Swatosch Franz Weber Gustav Blaha Leopold Grundwald Ludwig Hussak Robert Merz Alois Müller Leopold Neubauer Johann Studnicka |
| Trainer                  | Jimmy Hogan |
| Achtelfinale             | Deutsches Reich (5:1) |
| Viertelfinale            | Niederlande (1:3) |
| Viertelfinale Trostrunde | Norwegen (1:0) |
| Halbfinale Trostrunde    | Königreich Italien (5:1) |
| Finale Trostrunde        | Ungarn (0:3) |
| Halbfinale               | ausgeschieden |
| Finale                   | ausgeschieden |
| Platzierung              | 6 |

### Leichtathletik

#### Laufen und Gehen
| Athleten                                                    | Wettbewerb        | Vorlauf  | Vorlauf | Halbfinale    | Halbfinale    | Finale        | Finale        |
| Athleten                                                    | Wettbewerb        | Ergebnis | Platz   | Ergebnis      | Platz         | Ergebnis      | Platz         |
| ----------------------------------------------------------- | ----------------- | -------- | ------- | ------------- | ------------- | ------------- | ------------- |
| Fritz Fleischer                                             | 100 m             | k. A.    | 3       | ausgeschieden | ausgeschieden | ausgeschieden | ausgeschieden |
| Fritz Fleischer                                             | 200 m             | k. A.    | 4       | ausgeschieden | ausgeschieden | ausgeschieden | ausgeschieden |
| Rudolf Rauch                                                | 100 m             | k. A.    | 3       | ausgeschieden | ausgeschieden | ausgeschieden | ausgeschieden |
| Rudolf Rauch                                                | 200 m             | k. A.    | 3       | ausgeschieden | ausgeschieden | ausgeschieden | ausgeschieden |
| Władysław Ponurski                                          | 200 m             | k. A.    | 3       | ausgeschieden | ausgeschieden | ausgeschieden | ausgeschieden |
| Władysław Ponurski                                          | 400 m             | k. A.    | 5       | ausgeschieden | ausgeschieden | ausgeschieden | ausgeschieden |
| Fritz Weinzinger                                            | 100 m             | k. A.    | 3       | ausgeschieden | ausgeschieden | ausgeschieden | ausgeschieden |
| Fritz Fleischer Gustav Krojer Rudolf Rauch Fritz Weinzinger | 4 × 100 m Staffel | 44,8 s   | 2       | ausgeschieden | ausgeschieden | ausgeschieden | ausgeschieden |
| Emmerich Rath                                               | Marathon          | -        | -       | -             | -             | 3:27:03,8 h   | 33            |
| Emmerich Rath                                               | Crosslauf         | -        | -       | -             | -             | DNF           | DNF           |
| Karl Hack                                                   | Marathon          | -        | -       | -             | -             | DNF           | DNF           |
| Felix Kwieton                                               | Marathon          | -        | -       | -             | -             | 3:00:48,0 h   | 20            |

#### Werfen und Springen
| Athleten           | Wettbewerb             | Halbfinale | Halbfinale | Finale        | Finale        |
| Athleten           | Wettbewerb             | Weite      | Platz      | Weite         | Platz         |
| ------------------ | ---------------------- | ---------- | ---------- | ------------- | ------------- |
| Philipp Ehrenreich | Weitsprung             | 6,14 m     | 23         | ausgeschieden | ausgeschieden |
| Viktor Franzl      | Weitsprung             | 6,57 m     | 18         | ausgeschieden | ausgeschieden |
| Viktor Franzl      | Kugelstoßen            | 3,20 m     | 18         | ausgeschieden | ausgeschieden |
| Gustav Krojer      | Dreisprung             | 13,45 m    | 16         | ausgeschieden | ausgeschieden |
| Gustav Krojer      | Speerwurf              | NMW        | 24         | ausgeschieden | ausgeschieden |
| Josef Schäffer     | Kugelstoßen            | 11,44 m    | 13         | ausgeschieden | ausgeschieden |
| Josef Schäffer     | Diskuswurf             | 34,87 m    | 29         | ausgeschieden | ausgeschieden |
| Josef Schäffer     | Diskuswurf (beidarmig) | 63,50 m    | 16         | ausgeschieden | ausgeschieden |
| Hans Tronner       | Diskuswurf             | 41,24 m    | 5          | ausgeschieden | ausgeschieden |
| Hans Tronner       | Diskuswurf (beidarmig) | 66,66 m    | 13         | ausgeschieden | ausgeschieden |

#### Mehrkampf
| Athlet        | Disziplin | Weitsprung | Weitsprung | Speerwurf | Speerwurf | 200 m  | 200 m | Diskuswurf    | Diskuswurf    | 1500 m        | 1500 m        | Endergebnis | Endergebnis |
| Athlet        | Disziplin | Weite      | Platz      | Weite     | Platz     | Zeit   | Platz | Weite         | Platz         | Zeit          | Platz         | Punkte      | Platz       |
| ------------- | --------- | ---------- | ---------- | --------- | --------- | ------ | ----- | ------------- | ------------- | ------------- | ------------- | ----------- | ----------- |
| Gustav Krojer | Fünfkampf | 6,10 m     | 19         | 39,89 m   | 15        | 24,7 s | 20    | ausgeschieden | ausgeschieden | ausgeschieden | ausgeschieden | 54          | 21          |

| Athlet         | Disziplin | 100 m  | 100 m | Weitsprung | Weitsprung | Kugelstoßen | Kugelstoßen | Hochsprung | Hochsprung | 400 m  | 400 m | Diskuswurf | Diskuswurf | 110 m Hürden | 110 m Hürden | Stabhochsprung | Stabhochsprung | Speerwurf | Speerwurf | 1500 m     | 1500 m | Endergebnis | Endergebnis |
| Athlet         | Disziplin | Zeit   | Platz | Weite      | Platz      | Weite       | Platz       | Höhe       | Platz      | Zeit   | Platz | Weite      | Platz      | Zeit         | Platz        | Höhe           | Platz          | Weite     | Platz     | Zeit       | Platz  | Punkte      | Platz       |
| -------------- | --------- | ------ | ----- | ---------- | ---------- | ----------- | ----------- | ---------- | ---------- | ------ | ----- | ---------- | ---------- | ------------ | ------------ | -------------- | -------------- | --------- | --------- | ---------- | ------ | ----------- | ----------- |
| Josef Schäffer | Zehnkampf | 12,3 s | 22    | 6,04 m     | 17         | 11,50 m     | 6           | 1,55 m     | 20         | 58,2 s | 17    | 37,14 m    | 2          | 18,9 s       | 17           | 3,25 m         | 3              | 41,06 m   | 9         | 5.05,3 min | 10     | 6568,585    | 10          |

### Moderner Fünfkampf
| Athlet           | Pistolenschießen | Pistolenschießen | Schwimmen  | Schwimmen | Degenfechten | Degenfechten | Degenfechten | Springreiten | Springreiten | Springreiten | Querfeldeinlauf | Querfeldeinlauf | Gesamtpunkte | Platz |
| Athlet           | Treffer          | Punkte           | Zeit       | Punkte    | Siege        | Touches      | Punkte       | Strafpunkte  | Zeit         | Punkte       | Zeit            | Punkte          | Gesamtpunkte | Platz |
| ---------------- | ---------------- | ---------------- | ---------- | --------- | ------------ | ------------ | ------------ | ------------ | ------------ | ------------ | --------------- | --------------- | ------------ | ----- |
| Edmond Bernhardt | 135              | 26               | 5:03,6 min | 2         | 17           | 18           | 6            | 0            | 12:01,6 min  | 12           | 22:34,0 min     | 14              | 60           | 8     |

### Radsport
| Athlet                                                       | Disziplin          | Finale       | Finale |
| Athlet                                                       | Disziplin          | Zeit         | Platz  |
| ------------------------------------------------------------ | ------------------ | ------------ | ------ |
| Josef Hellensteiner                                          | Einzelzeitfahren   | 11:54:00,2 h | 45     |
| Adolf Kofler                                                 | Einzelzeitfahren   | 11:39:32,6 h | 31     |
| Rudolf Kramer                                                | Einzelzeitfahren   | 11:53:12,8 h | 43     |
| Robert Rammer                                                | Einzelzeitfahren   | 11:30:40,8 h | 23     |
| Alois Wacha                                                  | Einzelzeitfahren   | 12:01:12,4 h | 52     |
| Josef Zilker                                                 | Einzelzeitfahren   | 11:54:38,7 h | 46     |
| Josef Hellensteiner Adolf Kofler Rudolf Kramer Robert Rammer | Mannschaftswertung | 46:57:26,4 h | 7      |

### Ringen
| Athlet             | Disziplin                       | Erste Runde                   | Zweite Runde                  | Dritte Runde                | Vierte Runde                 | Fünfte Runde    | Sechste Runde   | Siebte Runde    | Finale                  | Finale                  | Finale                  | Finale |
| Athlet             | Disziplin                       | Gegner Ergebnis               | Gegner Ergebnis               | Gegner Ergebnis             | Gegner Ergebnis              | Gegner Ergebnis | Gegner Ergebnis | Gegner Ergebnis | Match A Gegner Ergebnis | Match B Gegner Ergebnis | Match C Gegner Ergebnis | Platz  |
| ------------------ | ------------------------------- | ----------------------------- | ----------------------------- | --------------------------- | ---------------------------- | --------------- | --------------- | --------------- | ----------------------- | ----------------------- | ----------------------- | ------ |
| Karl Barl          | Halbschwergewicht (bis 82,5 kg) | August Pikker Verloren        | Ansgar Løvold Gewonnen        | Harald Christensen Verloren | ausgeschieden                | ausgeschieden   | ausgeschieden   | ausgeschieden   | ausgeschieden           | ausgeschieden           | ausgeschieden           | 16     |
| Viktor Fischer     | Leichtgewicht (bis 67,5 kg)     | Thorbjørn Frydenlund Gewonnen | Otto Laitinen Verloren        | Frederik Hansen Gewonnen    | Gustaf Malmström Verloren    | ausgeschieden   | ausgeschieden   | ausgeschieden   | ausgeschieden           | ausgeschieden           | ausgeschieden           | 17     |
| Peter Kokotowitsch | Mittelgewicht (bis 75 kg)       | Andrea Gargano Gewonnen       | Edvin Fältström Verloren      | Jānis Polis Gewonnen        | August Jokinen Verloren      | nicht erreicht  | nicht erreicht  | nicht erreicht  | nicht erreicht          | nicht erreicht          | nicht erreicht          | 11     |
| Hans Rauss         | Federgewicht (bis 60 kg)        | Kaarlo Koskelo Verloren       | George Retzer Gewonnen        | Freilos                     | Hjalmar Lehmusvirta Verloren | nicht erreicht  | nicht erreicht  | nicht erreicht  | nicht erreicht          | nicht erreicht          | nicht erreicht          | 12     |
| Friedrich Schärer  | Federgewicht (bis 60 kg)        | George Retzer Gewonnen        | Carl-Georg Andersson Gewonnen | Kaarlo Koskelo Verloren     | Verner Hetmar Verloren       | nicht erreicht  | nicht erreicht  | nicht erreicht  | nicht erreicht          | nicht erreicht          | nicht erreicht          | 12     |
| Josef Stejskal     | Leichtgewicht (bis 67,5 kg)     | Paul Tirkkonen Verloren       | Johan Urvikko Verloren        | nicht erreicht              | nicht erreicht               | nicht erreicht  | nicht erreicht  | nicht erreicht  | nicht erreicht          | nicht erreicht          | nicht erreicht          | 31     |
| Alois Totuschek    | Mittelgewicht (bis 75 kg)       | Claes Johanson Verloren       | Noel Rhys Gewonnen            | Axel Frank Gewonnen         | Emil Westerlund Verloren     | nicht erreicht  | nicht erreicht  | nicht erreicht  | nicht erreicht          | nicht erreicht          | nicht erreicht          | 11     |
| Johann Trestler    | Halbschwergewicht (bis 82,5 kg) | Renato Gardini Verloren       | Fritz Lange Verloren          | nicht erreicht              | nicht erreicht               | nicht erreicht  | nicht erreicht  | nicht erreicht  | nicht erreicht          | nicht erreicht          | nicht erreicht          | 20     |

### Rudern
| Athlet                                                                       | Disziplin                        | Vorrunde | Vorrunde | Viertelfinale  | Viertelfinale  | Halbfinale     | Halbfinale     | Finale         | Finale         |
| Athlet                                                                       | Disziplin                        | Result   | Platz    | Result         | Platz          | Result         | Platz          | Result         | Platz          |
| ---------------------------------------------------------------------------- | -------------------------------- | -------- | -------- | -------------- | -------------- | -------------- | -------------- | -------------- | -------------- |
| Alfred Heinrich                                                              | Einer                            | DNF      | DNF      | nicht erreicht | nicht erreicht | nicht erreicht | nicht erreicht | nicht erreicht | nicht erreicht |
| Hugo Cuzna Emil Jand (Steuermann) Georg Kröder Fritz Krombholz Richard Mayer | Vierer mit Steuermann (Ausleger) | DNF      | DNF      | nicht erreicht | nicht erreicht | nicht erreicht | nicht erreicht | nicht erreicht | nicht erreicht |

### Schießen
| Athlet                                                            | Disziplin                                      | Finale   | Finale |
| Athlet                                                            | Disziplin                                      | Ergebnis | Platz  |
| ----------------------------------------------------------------- | ---------------------------------------------- | -------- | ------ |
| Edmond Bernhardt                                                  | 50 m Freie Pistole                             | 245      | 53     |
| Edmond Bernhardt                                                  | 30 m Schnellfeuerpistole                       | 194      | 40     |
| Johann Dulnig                                                     | 600 m Armeegewehr                              | 41       | 81     |
| Johann Dulnig                                                     | Armeegewehr Dreistellungskampf                 | 41       | 81     |
| Heinrich Elbogen                                                  | Laufender Hirsch 100 m Einzelschuss            | 38       | 7      |
| Heinrich Elbogen                                                  | Laufender Hirsch 100 m Doppelschuss            | 48       | 16     |
| Adolf Michel                                                      | Laufender Hirsch 100 m Einzelschuss            | 36       | 10     |
| Peter Paternelli                                                  | Laufender Hirsch 100 m Einzelschuss            | 31       | 15     |
| Adolf Schmal, Jr.                                                 | 50 m Freie Pistole                             | 406      | 39     |
| Adolf Schmal, Jr.                                                 | 30 m Schnellfeuerpistole                       | 269      | 20     |
| Eberhard Steinböck                                                | Laufender Hirsch 100 m Einzelschuss            | 23       | 31     |
| Heinrich Elbogen Adolf Michel Peter Paternelli Eberhard Steinböck | Laufender Hirsch 100 m Einzelschuss Mannschaft | 115      | 4      |

### Schwimmen
| Athlet                                                       | Disziplin          | Viertelfinale | Viertelfinale | Halbfinale    | Halbfinale    | Finale        | Finale        |
| Athlet                                                       | Disziplin          | Zeit          | Platz         | Zeit          | Platz         | Zeit          | Platz         |
| ------------------------------------------------------------ | ------------------ | ------------- | ------------- | ------------- | ------------- | ------------- | ------------- |
| Männer                                                       |                    |               |               |               |               |               |               |
| Franz Schuh                                                  | 400 m Freistil     | 6:09,4 min    | 3             | ausgeschieden | ausgeschieden | ausgeschieden | ausgeschieden |
| Franz Schuh                                                  | 1500 m Freistil    | 25:19,8 min   | 2             | DNS           | DNS           | ausgeschieden | ausgeschieden |
| Zeno von Singalewicz                                         | 400 Brust          | 7:04,0 min    | 3             | DNF           | DNF           | ausgeschieden | ausgeschieden |
| Josef Wastl                                                  | 200 m Brust        | 3:25,6 min    | 4             | ausgeschieden | ausgeschieden | ausgeschieden | ausgeschieden |
| Josef Wastl                                                  | 400 m Brust        | DNF           | DNF           | ausgeschieden | ausgeschieden | ausgeschieden | ausgeschieden |
| Frauen                                                       |                    |               |               |               |               |               |               |
| Margarete Adler                                              | 100 m Freistil     | 1:34,4 min    | 4             | ausgeschieden | ausgeschieden | ausgeschieden | ausgeschieden |
| Josefa Kellner                                               | 100 m Freistil     | 1:41,2 min    | 4             | ausgeschieden | ausgeschieden | ausgeschieden | ausgeschieden |
| Klara Milch                                                  | 100 m Freistil     | 1:37,2 min    | 3             | ausgeschieden | ausgeschieden | ausgeschieden | ausgeschieden |
| Josephine Sticker                                            | 100 m Freistil     | 1:31,8 min    | 4             | ausgeschieden | ausgeschieden | ausgeschieden | ausgeschieden |
| Berta Zahourek                                               | 100 m Freistil     | 1:38,6 min    | 3             | ausgeschieden | ausgeschieden | ausgeschieden | ausgeschieden |
| Margarete Adler Klara Milch Josephine Sticker Berta Zahourek | 4 × 100 m Freistil |               |               |               |               | 6:17,0 min    | Bronze        |

### Tennis
| Athleten                         | Wettbewerb               | 1. Runde          | 1. Runde      | 2. Runde        | 2. Runde                | 3. Runde                      | 3. Runde           | Achtelfinale  | Achtelfinale       | Viertelfinale                 | Viertelfinale      | Halbfinale                            | Halbfinale                | Finale / Platz 3              | Finale / Platz 3   | Platz  |
| Athleten                         | Wettbewerb               | Gegner            | Ergebnis      | Gegner          | Ergebnis                | Gegner                        | Ergebnis           | Gegner        | Ergebnis           | Gegner                        | Ergebnis           | Gegner                                | Ergebnis                  | Gegner                        | Ergebnis           | Platz  |
| -------------------------------- | ------------------------ | ----------------- | ------------- | --------------- | ----------------------- | ----------------------------- | ------------------ | ------------- | ------------------ | ----------------------------- | ------------------ | ------------------------------------- | ------------------------- | ----------------------------- | ------------------ | ------ |
| Männer                           |                          |                   |               |                 |                         |                               |                    |               |                    |                               |                    |                                       |                           |                               |                    |        |
| Ludwig von Salm                  | Herreneinzel – Freiplatz | Richard Peterson  | 6-1, 7-5, 6-3 | Wollmar Boström | 7-5, 6-4, 6-1           | Charles Wennergren            | 6-3, 5-7, 7-5, 6-1 | Harold Kitson | 2-6,2-6,4-6        | ausgeschieden                 | ausgeschieden      | ausgeschieden                         | ausgeschieden             | ausgeschieden                 | ausgeschieden      |        |
| Fritz Felix Pipes                | Herreneinzel – Freiplatz | Paul Lindpaintner | 6-2, 6-3, 6-3 | Lionel Tapscott | 3-6, 7-5, 4-6, 7-5, 7-5 | Ausgeschieden                 | Ausgeschieden      | Ausgeschieden | Ausgeschieden      | Ausgeschieden                 | Ausgeschieden      | Ausgeschieden                         | Ausgeschieden             | Ausgeschieden                 | Ausgeschieden      | 5      |
| Arthur Zborzil                   | Herreneinzel – Freiplatz | Freilos           | Freilos       | Curt Benckert   | 6-2, 6-4, 1-6, 6-3      | Karel Robětín                 | 6-4, 6-2, 6-1      | Josef Šebek   | 6-1, 6-0, 3-6, 6-2 | Oscar Kreuzer                 | 4-6, 3-6, 2-6      | ausgeschieden                         | ausgeschieden             | ausgeschieden                 | ausgeschieden      | 5      |
| Fritz Felix Pipes Arthur Zborzil | Herrendoppel – Freiplatz | -                 | -             | -               | -                       | Herman Bjørklund Trygve Smith | 6-0, 6-2, 6-0      | Freilos       | Freilos            | Wollmar Boström Curt Benckert | 6-3, 4-6, 6-1, 6-1 | Albert Canet Édouard Mény de Marangue | 7-5, 2-6, 3-6, 10-8, 10-8 | Harold Kitson Charles Winslow | 6-4, 1-6, 2-6, 2-6 | Silber |

### Wasserball
| Athleten | Viertelfinale   | Halbfinale      | Finale                     | Trostrunde Halbfinale | Trostrunde Finale | Spiel um Silber 1 | Spiel um Silber 2 | Spiel um Platz 2 | Platz |
| Athleten | Gegner Ergebnis | Gegner Ergebnis | Gegner Ergebnis            | Gegner Ergebnis       | Gegner Ergebnis   | Gegner Ergebnis   | Gegner Ergebnis   | Gegner Ergebnis  | Platz |
| --- | --------------- | --------------- | -------------------------- | --------------------- | ----------------- | ----------------- | ----------------- | ---------------- | ----- |
| Hermann Buchfelder Rudolf Buchfelder Ernst Kovács Richard Manuel Walter Schachtitz Otto Scheff Josef Wagner | Ungarn 5–4      | Freilos         | Vereinigtes Königreich 0–8 | Freilos               | Freilos           | Schweden 1–8      | Belgien 5–4       | ausgeschieden    | 4     |

### Wasserspringen
| Athlet        | Disziplin    | Vorrunde | Vorrunde | Finale        | Finale        |
| Athlet        | Disziplin    | Ergebnis | Platz    | Ergebnis      | Platz         |
| ------------- | ------------ | -------- | -------- | ------------- | ------------- |
| Frauen        |              |          |          |               |               |
| Hanny Kellner | Turmspringen | DNF      | DNF      | ausgeschieden | ausgeschieden |